# Mauricio Hölzemann
Mauricio Hölzemann (* 1994 in Filderstadt) ist ein deutschsprachiger Schauspieler. Neben der deutschen Staatsbürgerschaft trägt Hölzemann die der Schweiz.

## Leben
Mauricio Hölzemann studierte zunächst ab 2013 Puppenspiel an der Hochschule für Schauspielkunst Ernst Busch in Berlin, bevor er zwischen 2014 und 2018 sein Schauspielstudium an der Hochschule für Musik, Theater und Medien Hannover abschloss. Sein erstes festes Engagement führte ihn ab der Spielzeit 2018/19 an das Münchner Volkstheater. Dort spielte er in Nis-Momme Stockmanns Das blaue Meer in der Regie von Philip Klose. Des Weiteren war Hölzemann in mehreren Inszenierungen des Intendanten des Münchner Volkstheaters Christian Stückl zu sehen, etwa in Glaube Liebe Hoffnung von Ödön von Horváth und in Die Goldberg-Variationen von George Tabori. Er arbeitete mit weiteren Regisseuren wie Kieran Joel, Simon Solberg und Abdullah Kenan Karaca zusammen.
Neben seiner Tätigkeit auf der Bühne steht Hölzemann auch vor der Kamera und ist als Sprecher tätig. So spielte er in einer Nebenrolle in der Fernsehserie Der Beischläfer. Er war im Radiofeature Unter der Haut – Ein Szenenspiel des NDR zu hören.
Sein Bruder Flavius Hölzemann ist ebenfalls Schauspieler. Mauricio Hölzemann lebt in München.

## Theater (Auswahl)

### Studiotheater Hannover
- 2016: Leviathan, Regie: Stephan Hinze
- 2016: Buch 5 ingredientes de la vida, Regie: Titus Georgie

### Münchner Volkstheater
- 2018: Das blaue blaue Meer von Nis-Momme Stockmann, Regie: Phillip Klose
- 2018: Ein Sommernachtstraum von William Shakespeare, Regie: Kieran Joel
- 2018: Glaube Liebe Hoffnung von Ödön von Horváth, Regie: Christian Stückl[4]
- 2019: Herakles nach Wedekind, Euripides und Gustav Schwab, Regie: Simon Solberg[6]
- 2019: Die Physiker von Friedrich Dürrenmatt, Regie: Abdullah Kenan Karaca
- 2019: Der Haarige Affe von Eugene O’Neill, Regie: Abdullah Kenan Karaca
- 2019: Die Goldberg-Variationen von George Tabori, Regie: Christian Stückl[5]